# Humanitær intervention
Humanitær intervention, er én eller flere staters indgriben med væbnet magt i en intern konflikt i et andet land med det formål at forhindre folkedrab og tilsidesættelse af internationale love. Humanitære interventioner har fundet sted med og uden FN-mandat.

## Historie
Væsentlige milepæle i forbindelse med humanitær intervention:
Tilbage i det 17. århundrede og 18. århundrede foreslog den hollandske jurist Hugo Grotius og schweizeren Emerich de Vattel oplægget til international lov omfattende humanitær intervention (begrebet var ikke kendt på dette tidspunkt).
Den engelske prime minister William Ewart Gladstone sikrede sig parlamentarisk godkendelse for humanitær intervention, ved at sende krigsskibe til Bulgarien, sidst i det 19. århundrede, for at beskytte de kristne mod overgreb og folkedrab fra de tyrkiske besættere.
I 1898 erklærede USA krig mod Spanien, angiveligt på grundlag af uhørte grusomheder mod befolkningen på Cuba.

## Humanitære interventioner i nyere tid
- 1931 – Begrebet blev i realiteten anvendt for første gang, hvor japanerne angreb og besatte Manchuriet gennem ratificeringen af Briand-Kellogtraktaten.
- 1936 – Nazisterne anvendte begrebet under besættelsen af den østrigske provins Suderlandet.

### FN/ NATO
Senest har FN/ NATO anvendt begrebet humanitær intervention ved aktioner i:
- 1992 – Somalia
- 1994 – Haiti
- 1994 – Bosnien
- 1999 – Kosovo
- 1999 – Østtimor
- 1999 – Sierra Leone
- 2011 – Libyen

## Ekstern henvisning
- Humanitær intervention formuleret af Læger uden grænser